# Graptacme lactea
Graptacme lactea is een Scaphopodasoort uit de familie van de Dentaliidae. De wetenschappelijke naam van de soort is voor het eerst geldig gepubliceerd in 1825 door Deshayes.